# Shangcheng
Shangcheng (en chino simplificado, 上城区; pinyin, Shàngchéng qū) es un distrito urbano bajo la administración directa de la Subprefectura de Hangzhou. Se ubica en la provincia de Zhejiang, este de la República Popular China. Su área es de 26 km² y su población total para 2010 fue más de 300 mil habitantes.

## Administración
Desde abril de 2021 el distrito de Shangcheng se divide en 14 pueblos que se administran en subdistritos.